# Harold Pinter

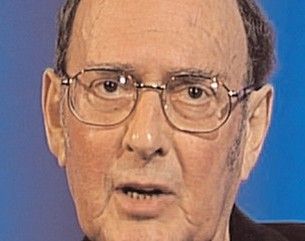
Harold Pinter während seiner Nobelpreis-Vorlesung im Dezember 2005

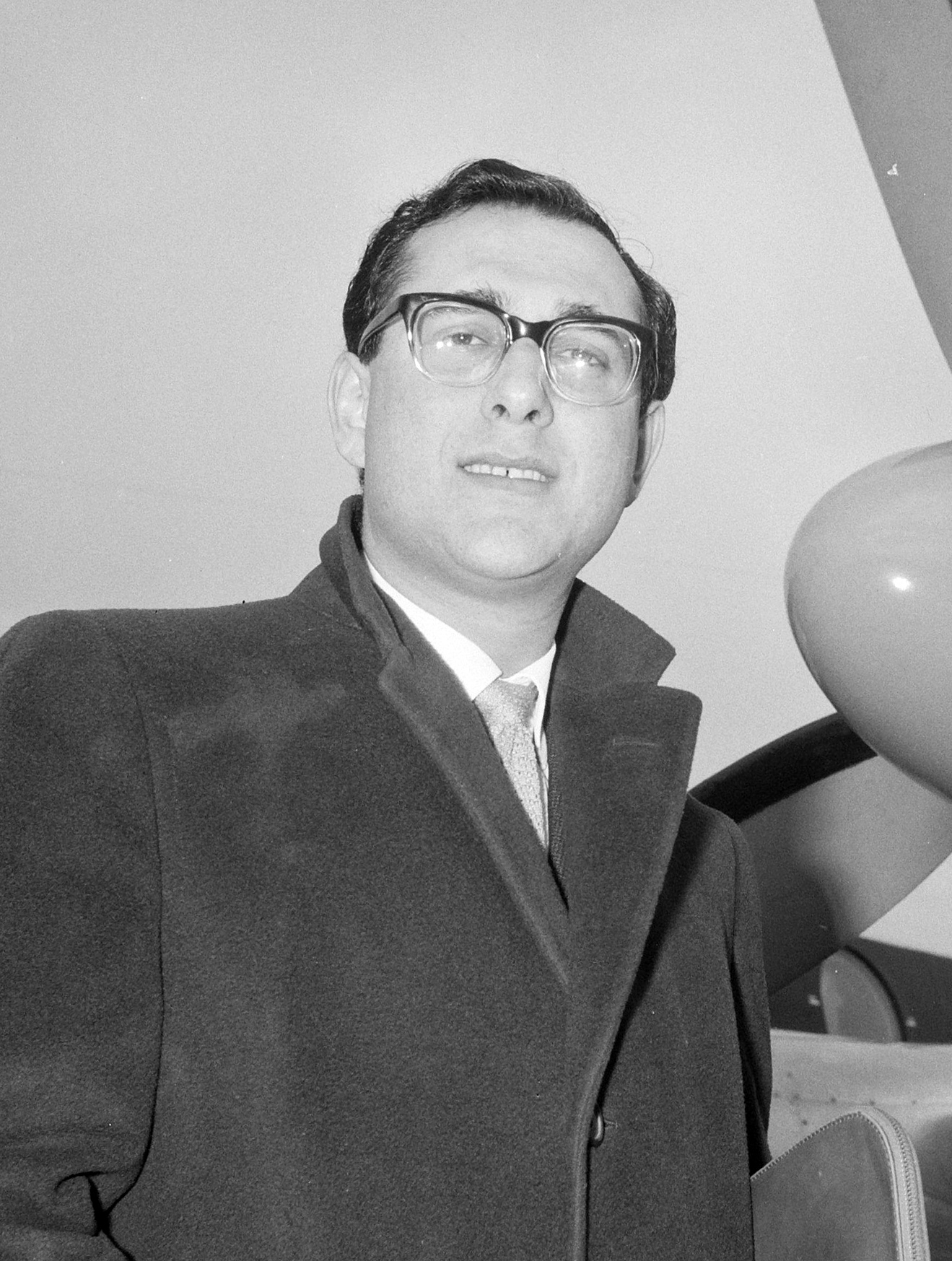
Harold Pinter (1962)

Harold Pinter, CH, CBE (* 10. Oktober 1930 in London, England; † 24. Dezember 2008 ebenda) war ein britischer Theaterautor und Regisseur. Er hat für Theater, Hörfunk, Fernsehen und Kinofilme geschrieben. Viele seiner frühen Werke werden zum Absurden Theater gezählt. 2005 wurde er mit dem Nobelpreis für Literatur ausgezeichnet.

## Leben und Werk
Pinter wurde in Hackney im Londoner Eastend geboren. Seine Eltern waren Juden osteuropäischer Herkunft, sein Vater Jack Haim Pinter war Damenschneider, seine Mutter Frances Moskowitz Hausfrau. Pinter war – wahrscheinlich irrtümlich – der Meinung, seine Vorfahren väterlicherseits seien sephardische Juden gewesen und sein Name gehe auf den portugiesischen Namen Pinto zurück. Pinter wuchs im proletarisch geprägten Londoner Eastend auf. Als er 1948 zum Militär einberufen wurde, verweigerte er den Kriegsdienst. Bereits als junger Mann veröffentlichte er Gedichte und spielte Theater. Sein über ein Stipendium finanziertes Studium an der Royal Academy of Dramatic Art in London brach er ab, um mit einer Wanderbühne umherzuziehen, die Shakespeare-Stücke in Irland aufführte.
Sein erstes Theaterstück The Room (Das Zimmer) schrieb er 1957. Im selben Jahr begann er mit der Arbeit an dem Stück The Birthday Party (Die Geburtstagsfeier). Es scheiterte, obwohl es von der Sunday Times gelobt wurde. Sein Durchbruch kam mit dem 1960 uraufgeführten Stück The Caretaker (Der Hausmeister). In den folgenden drei Jahrzehnten war er einer der meistgespielten und einflussreichsten britischen Dramatiker. Neben Theaterstücken schrieb er Drehbücher (unter anderem für Regisseure wie Joseph Losey, Elia Kazan, Robert Altman, Volker Schlöndorff und Paul Schrader), Hör- und Fernsehspiele sowie den Roman Die Zwerge, führte Regie und arbeitete als Schauspieler für Film und Theater.
In den 1980er Jahren zeigte Harold Pinter offen politisches Engagement. 1985 reiste er mit dem amerikanischen Dramatiker Arthur Miller in die Türkei, wo sie sich mit Opfern politischer Unterdrückung trafen. Pinters Erfahrungen mit der Unterdrückung der kurdischen Sprache inspirierten ihn zu seinem 1988 veröffentlichten Theaterstück Mountain Language (Berg-Sprache). Seine öffentliche Verteidigung des jugoslawischen Präsidenten Slobodan Milošević, der vor dem UN-Kriegsverbrechertribunal in Den Haag des Völkermords und des Verbrechens gegen die Menschlichkeit angeklagt war, sorgte international für Kritik. Ebenso engagierte sich Pinter für Kampagnen gegen den Irakkrieg.

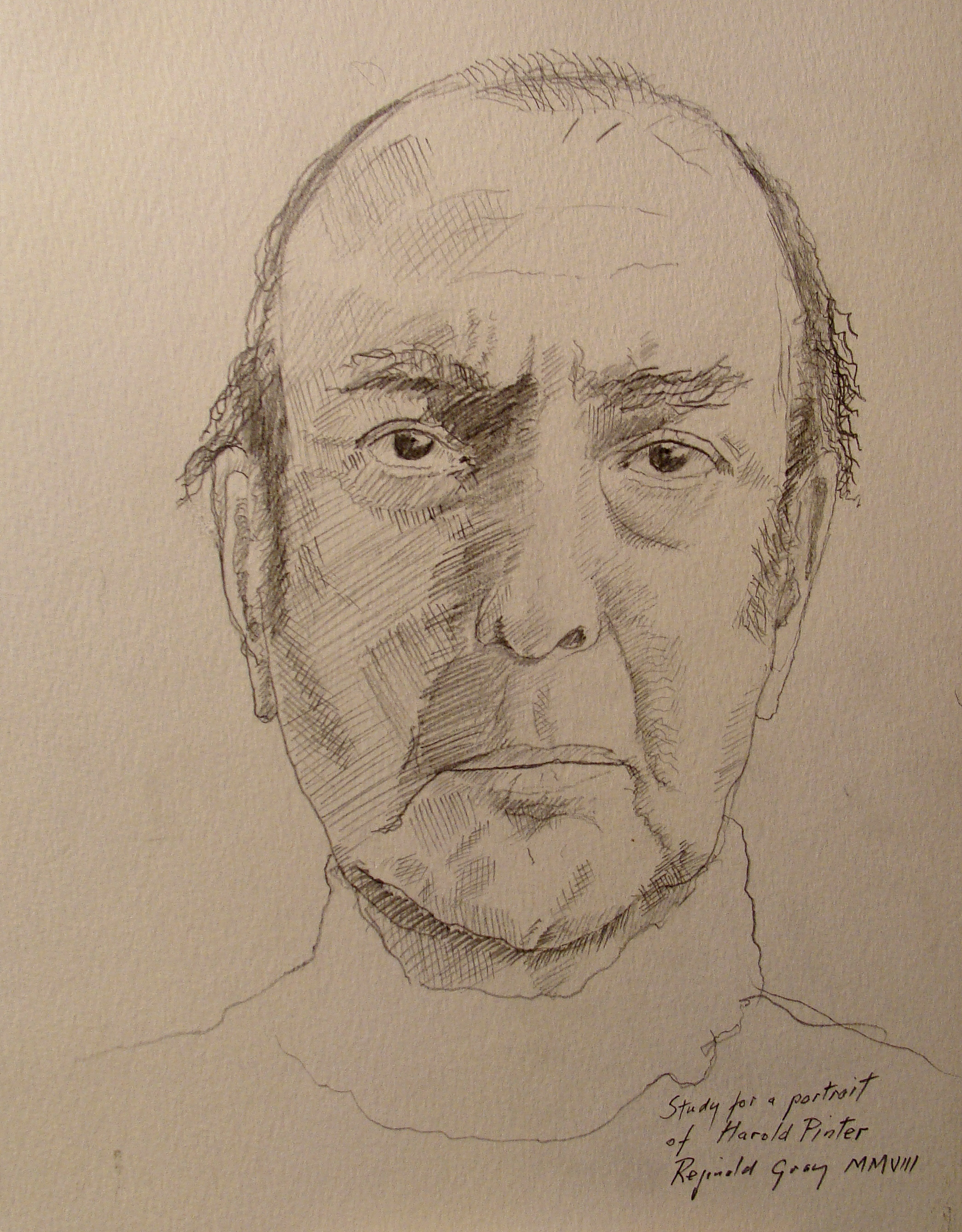
Zeichnung Reginald Grays, erschienen im Nachruf vom New Statesman, 12. Januar 2009

Umstritten ist, ob die Unklarheit und Undurchschaubarkeit der Welt in Pinters frühen Theaterstücken schon Grund genug ist, seine Werke dem Absurden Theater zuzurechnen. Zumindest lässt sich einwenden, dass nicht seine Stücke absurd sind, sondern die Umstände, in denen die Figuren seiner Stücke leben. Gerade die berühmten früheren Arbeiten Pinters sind gesättigt mit Realität, geben Einblick in ärmliche und sozial bedrückende Existenzverhältnisse. Oft wissen die Figuren Pinters selbst nicht, welchen Motiven sie folgen. Die letzten Sätze des alten Davies in Pinters Stück Der Hausmeister, der sich in die Geborgenheit eines fremden Zimmers zu drängen versucht, zeigen, wie wenig Selbstgewissheit ihm geblieben ist: „Was soll ich machen? Wo soll ich hin?“
Für sein Werk wurde Pinter vielfach ausgezeichnet, so etwa mit dem Österreichischen Staatspreis für Europäische Literatur (1973), dem Laurence Olivier Award (1996) und dem wichtigsten Literaturpreis Englands, dem David-Cohen-Preis (1995). 2001 wurde er mit der Hermann-Kesten-Medaille ausgezeichnet; am 13. Oktober 2005 erhielt er den Nobelpreis für Literatur: „Pinter hat in seinen Dramen den Abgrund unter dem alltäglichen Geschwätz freigelegt und ist in den geschlossenen Raum der Unterdrückung eingebrochen“, hieß es in der Begründung. Da er zur Nobelpreisverleihung in Stockholm nicht persönlich erscheinen konnte, wurde eine am Vortag auf Video aufgezeichnete Dankesrede von ihm gezeigt. Das Video zeigte einen schwer an Krebs erkrankten Pinter, der die Publizität des Anlasses für heftige Vorwürfe gegen den US-Präsidenten und den britischen Premierminister nutzte. Er nannte George W. Bush im Zusammenhang mit dem Irakkrieg einen Massenmörder und Tony Blair einen „armen Irren“ („deluded idiot“). Im Oktober 2005 erhielt er von der Franz-Kafka-Gesellschaft in Prag den alljährlich verliehenen Franz-Kafka-Preis, den sein Freund Václav Havel an seiner Stelle entgegennahm. 2006 erhielt er den Premio Europa per il Teatro. Außerdem war er Mitglied u. a. der Akademie der Künste in (West-)Berlin (1982), der American Academy of Arts and Letters (1984) und der American Academy of Arts and Sciences (1985).
Nach der Zuerkennung des Nobelpreises wurden Pinters Stücke vor allem in Großbritannien wieder in die Spielpläne mehrerer Bühnen aufgenommen, wobei vor allem seine frühen Werke ein halbes Jahrhundert nach ihrer Entstehung herausragende Inszenierungen erlebten und große Resonanz bei Kritik und Publikum fanden. Pinter selbst stand nach vielen Jahren im Oktober 2006 im Londoner Royal Court Theatre noch einmal als Schauspieler in Samuel Becketts Das letzte Band (Krapp’s Last Tape) auf der Bühne. Alle neun Vorstellungen waren innerhalb weniger Stunden ausverkauft.
Er wohnte in London in der Nähe vom Regent’s Park. In seinem Haus gehörte unter anderem der Musiker Paul McCartney zu seinen Party-Gästen. Harold Pinter starb am 24. Dezember 2008 an Kehlkopfkrebs.

## Arbeit an Filmen
Sein erstes Drehbuch The Servant schrieb Pinter 1963 für den Regisseur Joseph Losey, mit dem er noch mehrfach zusammenarbeiten sollte. Später schrieb er Drehbücher unter anderem für Accident – Zwischenfall in Oxford (1967), Der Mittler (1971), Die Geliebte des französischen Leutnants (1981), Turtle Diary (1985) nach einem Roman von Russell Hoban, Die Geschichte der Dienerin (The Handmaid’s Tale) (1990) nach dem Roman von Margaret Atwood, Der Prozeß (1993), nach dem Roman Der Prozeß von Franz Kafka. Er veröffentlichte auch ein Drehbuch zu Marcel Prousts Auf der Suche nach der verlorenen Zeit, das allerdings nicht verfilmt wurde.
Einige von Pinters Stücken wurden ebenfalls für das Kino adaptiert: Der Hausmeister (1963), The Birthday Party (1968), The Homecoming (1973) und Betrug (1983). Für seine Arbeit an Die Geliebte des französischen Leutnants und Betrug wurde er jeweils für den Oscar in der Kategorie Bestes adaptiertes Drehbuch nominiert. Für die Verfilmung seines Theaterstücks Der Hausmeister übernahm er 1963 gemeinsam mit den Darstellern Donald Pleasence, Alan Bates, dem Regisseur Clive Donner und anderen prominenten Geldgebern die Kosten für die Produktion, nachdem andere Geldgeber abgesprungen waren. Er selbst hatte in dem Film einen Kurzauftritt.
Gelegentlich übernahm Pinter auch selbst Filmrollen (unter anderem in The Servant 1963, Accident 1967, Turtle Diary 1985, Mansfield Park 1999 und Der Schneider von Panama 2001). Zuletzt entwickelte Pinter das Drehbuch zu dem Film 1 Mord für 2 auf der Grundlage des Stückes Sleuth (Revanche oder Mord mit kleinen Fehlern) seines Kollegen Anthony Shaffer, welches 2007 von Kenneth Branagh mit Jude Law und Michael Caine neu verfilmt wurde.

## Wirkung

### Pinter in den Schlagzeilen
1977 geriet Pinter in die Schlagzeilen, nachdem er seine Frau, die Schauspielerin Vivien Merchant, mit der er seit 1956 verheiratet war, für Lady Antonia Fraser, die älteste Tochter des 7. Earls of Longford, verließ. Nach Pinters Scheidung heiratete das Paar 1980. Pinters Stück Betrayal (Betrug) von 1978 wurde in diesem Zusammenhang verschiedentlich als Darstellung dieser Liaison gelesen; es basiert jedoch vielmehr auf einer früheren Affäre, die Pinter sieben Jahre lang mit der Fernsehmoderatorin Joan Bakewell verband.
Später sorgte ein öffentlicher Streit mit dem Theaterregisseur Peter Hall für Furore, der Pinter in seinen 1983 erschienenen Tagebüchern als notorischen Trinker dargestellt hat. Pinter und Hall gelang es jedoch, ihr freundschaftliches Verhältnis wiederherzustellen.
Pinter war ein großer Fan des englischen Nationalsports Cricket. Er war bis zu seinem Tod Vorsitzender des Gaieties Cricket Clubs.

### In der Literatur
In der Kurzgeschichte Save the Reaper (1998) von Alice Munro gibt es in fiktionaler Form einen Cameo-Auftritt von Harold Pinter, als während der Szene in einer verkommenen Behausung mit betrunkenen Männern die Reflexionsfähigkeit der Protagonistin Eve dank Literaturlektüre und Bühnenerfahrung geschildert wird, wo es heißt: „dachte sie darüber nach, wie sie das alles beschreiben würde – sie würde sagen, es war als sei sie unversehens mitten in ein Stück von Pinter geraten. Oder wie ihre schlimmsten Albträume von einem sturen, feindseligen Publikum.“ Dem Chef in der Behausung hat Munro den Vornamen des Dramatikers und Nobelpreiskollegen gegeben, Harold.

### In der Politik
Pinter hatte zu politischen Fragen eine dezidierte Meinung. Seine Nobelvorlesung „Kunst, Wahrheit und Politik“ bestand zu einem großen Teil aus der Verurteilung des verdeckten völkerrechtswidrigen Krieges der USA gegen die Revolution der Sandinisten in Nicaragua sowie des völkerrechtswidrigen Irak-Kriegs, geführt hauptsächlich von den USA und Großbritannien. Die Invasion des Irak sei ein Banditenakt, ein Akt von unverhohlenem Staatsterrorismus gewesen, der die absolute Verachtung des Prinzips von internationalem Recht demonstriert habe. Die westlichen Medien hätten durch eine Art Hypnose der westlichen Bevölkerung die verbrecherischen Kriege ihrer Regierungen gedeckt. „Die Invasion war ein willkürlicher Militäreinsatz, ausgelöst durch einen ganzen Berg von Lügen und die üble Manipulation der Medien und somit der Öffentlichkeit; ein Akt zur Konsolidierung der militärischen und ökonomischen Kontrolle Amerikas im mittleren Osten unter der Maske der Befreiung, letztes Mittel, nachdem alle anderen Rechtfertigungen sich nicht hatten rechtfertigen lassen. Eine beeindruckende Demonstration einer Militärmacht, die für den Tod und die Verstümmelung abertausender Unschuldiger verantwortlich ist. Wir haben dem irakischen Volk Folter, Splitterbomben, abgereichertes Uran, zahllose willkürliche Mordtaten, Elend, Erniedrigung und Tod gebracht und nennen es ›dem mittleren Osten Freiheit und Demokratie bringen‹. Wie viele Menschen muß man töten, bis man sich die Bezeichnung verdient hat, ein Massenmörder und Kriegsverbrecher zu sein? Einhunderttausend? Mehr als genug, würde ich meinen. Deshalb ist es nur gerecht, daß Bush und Blair vor den Internationalen Strafgerichtshof kommen.“

## Theaterstücke
(UA = Uraufführung, DSE = deutschsprachige Erstaufführung)
- 1957: The Room, UA: 15. Mai 1957, University Drama Department, Bristol, Regie: Henry Woolf
  - Das Zimmer, dt. von Willy H. Thiem, DSE: 6. September 1965, Kleines Theater, Bonn-Bad Godesberg, Regie: Carlheinz Caspari
- 1957: The Birthday Party, UA: 28. April 1958, Cambridge Arts Theatre, Regie: Peter Wood
  - Übers. Michael Walter: Die Geburtstagsfeier. DSE: 10. Dezember 1959, Staatstheater Braunschweig, Regie: Helmut Geng
- 1957: The Dumb Waiter, UA: 28. Februar 1959, Städtische Bühnen Frankfurt, Regie: Anton Krilla; Englische Erstaufführung: 1. Januar 1960 Hampstead Theatre London, Regie: James Roose-Evans
  - Der stumme Diener, dt. von Willy H. Thiem
- 1958: A Slight Ache, Ursendung als Hörspiel: 29. Juli 1959, BBC, Regie: Donald McWhinnie; U: 18. Januar 1961 Arts Theatre London, Regie: Donald McWhinnie
  - Ein leichter Schmerz, dt. von Willy H. Thiem, DSE: 12. April 1962, Kammerspiele Düsseldorf, Regie: Hansjörg Utzerath
- 1958: The Hothouse, UA: 24. April 1980, Hampstead Theatre, London, Regie: Harold Pinter
  - Übers. Heinrich Maria Ledig-Rowohlt: Das Treibhaus. DSE: 8. März 1981, Schlosspark Theater, Berlin, Regie: Klaus Emmerich
- 1959: The Caretaker, UA: 27. April 1960, Arts Theatre, London, Regie: Donald McWhinnie
  - Der Hausmeister
- 1959: Sketches:
  - The Black and White
  - Trouble in the Works
  - Last to Go
  - Special Offer
  - That’s Your Trouble
  - That’s All
  - Interview
  - Applicant
  - Dialogue Three
- 1959: A Night Out, Ursendung als Hörspiel: 1. März 1960, BBC, Regie: Donald McWhinnie; U: 17. September 1961 Gate-Theater, Dublin, Regie: Leila Blake
  - Eine Nacht außer Haus, dt. von Willy H. Thiem, DSE: 22. Oktober 1962, Stadttheater Konstanz, Regie: Klaus Schrader
- 1960: Night School, Ursendung als Fernsehspiel: 21. Juli 1960, Associated Rediffusion-TV, Regie: Joan Kemp-Welch
  - Abendkurs, dt. von Willy H. Thiem, Deutsche Erstsendung: 13. Juli 1966, ZDF, Regie: Rainer Wolffhardt
- 1960: The Dwarfs, Ursendung als Hörspiel: 2. Dezember 1960, BBC, Regie: Barbara Bray; U: 18. September 1963, Arts Theatre, London, Regie: Harold Pinter, Guy Vaesen
  - Die Zwerge, dt. von Willy H. Thiem, DSE: 21. Dezember 1980, Theater im Weinhaus, München
- 1961: The Collection, Ursendung als Fernsehspiel: 11. Mai 1961, Associated Rediffusion-TV, Regie: Joan Kemp-Welch; U: 18. Juni 1962, Aldwych Theatre, London, Regie: Peter Hall, Harold Pinter
  - Die Kollektion, dt. von Willy H. Thiem, DSE: 2. Oktober 1962, Schiller-Theater Berlin, Regie: Boleslaw Barlog
- 1962: The Lover, Ursendung als Fernsehspiel: 28. März 1963, Associated Rediffusion-TV, Regie: Joan Kemp-Welch; U: 18. September 1963, Arts Theatre, London, Regie: Harold Pinter
  - Der Liebhaber, dt. von Michael Walter, DSE: 8. Mai 1965, Münchner Kammerspiele, Regie: Franz Peter Wirth
- 1964: Tea Party, Ursendung als Fernsehspiel: 25. März 1965, BBC, Regie: Charles Jarrott; U: 10. Oktober 1968, Eastside Playhouse, New York, Regie: James Hammerstein
  - Teegesellschaft, dt. von Willy. Thiem, Deutsche Erstsendung als Fernsehspiel: 20. April 1968, Radio Bremen, Regie: Rainer Wolffhardt
- 1964: The Homecoming, UA: 3. Juni 1965, Royal Shakespeare Company/Aldwych Theatre, London, Regie: Peter Hall
  - Übers. Michael Walter: Die Heimkehr. DSE: 11. Oktober 1965, Schlosspark Theater Berlin, Regie: Hans Schweikart
- 1966: The Basement, Ursendung als Fernsehspiel: 20. Februar 1967, BBC, Regie: Charles Jarrott; UA: 10. Oktober 1968, Eastside Playhouse, New York, Regie: James Hammerstein
  - Tiefparterre, dt. von Willy H. Thiem, DSE: 18. Oktober 1972, Städtische Bühnen Frankfurt/M., Regie: Peter Palitzsch
- 1967: Landscape, UA: 2. Juli 1969, Royal Shakespeare Company/Aldwych Theatre, London, Regie: Peter Hall
  - Landschaft
- 1968: Silence, UA: 2. Juli 1969, Royal Shakespeare Company/Aldwych Theatre, London, Regie: Peter Hall
  - Schweigen, dt. von Renate und Martin Esslin, DSE: 10. Januar 1970, Deutsches Schauspielhaus Hamburg, Regie: Hans Schweikart
- 1969: Night (Sketch)
- 1970: Old Times, UA: 1. Juni 1971, Royal Shakespeare Company/Aldwych Theatre, London, Regie: Peter Hall
  - Alte Zeiten, dt. von Renate und Martin Esslin, DSE: 29. April 1972, Thalia Theater Hamburg, Regie: Hans Schweikart
- 1972: Monologue, Ursendung als Fernsehspiel: 13. April 1973, BBC, Regie: Christopher Morahan
  - Monolog, dt. von Renate und Martin Esslin, DSE: 24. November 1979, Städtische Bühnen Frankfurt/M.
- 1974: No Man’s Land, UA: 23. April 1975, National Theatre/Old Vic Theatre, London, Regie: Peter Hall
  - Niemandsland, dt. von Renate und Martin Esslin, DSE: 29. November 1975, Thalia Theater Hamburg, Regie: Boy Gobert
- 1978: Betrayal, UA: 15. November 1978, National Theatre, London, Regie: Peter Hall
  - Betrogen, dt. von Heinrich Maria Ledig-Rowohlt, DSE: 17. Dezember 1978, Burgtheater/Akademietheater, Wien, Regie: Peter Wood
- 1980: Family Voices, Ursendung als Hörspiel: 22. Januar 1981, Regie: Peter Hall; U: 13. Februar 1981, National Theatre, London, Regie: Peter Hall
  - Familienstimmen, dt. von Heinrich Maria Ledig-Rowohlt, DSE: 5. Juni 1984, Düsseldorfer Schauspielhaus, Regie: Peter Palitzsch
- 1982: Victoria Station, UA: 14. Oktober 1982, National Theatre, London, Regie: Peter Hall
  - Victoria Station, dt. von Heinrich Maria Ledig-Rowohlt, DSE: 5. Juni 1984, Düsseldorfer Schauspielhaus, Regie: Peter Palitzsch
- 1982: A Kind of Alaska, UA: 14. Oktober 1982 National Theatre, London, Regie: Peter Hall
  - Eine Art Alaska, dt. von Heinrich Maria Ledig-Rowohlt, DSE: 5. Juni 1984, Düsseldorfer Schauspielhaus, Regie: Peter Palitzsch
- 1983 Precisely (Sketch), UA: 18. Dezember 1983, Apollo Victoria Theatre, London, Regie: Harold Pinter
  - Genau, dt. von Heinrich Maria Ledig-Rowohlt, DSE: 8. Mai 1986, Schauspiel Bonn, Regie: Peter Palitzsch
- 1984: One For the Road, UA: 15. März 1984, Lyric Theatre, London, Regie: Harold Pinter
  - Noch einen letzten, dt. von Heinrich Maria Ledig-Rowohlt, DSE: 18. Januar 1986, Staatstheater Stuttgart, Regie: Dieter Giesing
- 1988: Mountain Language, UA: 20. Oktober 1988, National Theatre, London, Regie: Harold Pinter
  - Berg-Sprache, dt. von Heinrich Maria Ledig-Rowohlt, DSE: 4. Dezember 1988, Bayerisches Staatsschauspiel München/Theater im Marstall, Regie: Hans-Ulrich Becker
- 1991: The New World Order, UA: 9. Juli 1991, Royal Court Theatre, London, Regie: Harold Pinter
- 1991: Party Time, UA: 31. Oktober 1991, Almeida Theatre, London, Regie: Harold Pinter
  - Party-Time, dt. von Heinrich Maria Ledig-Rowohlt, DSE: 5. Dezember 1991, Schauspielhaus Zürich, Regie: Peter Palitzsch
- 1993: Moonlight, UA: 7. September 1993, Almeida Theatre, London, Regie: David Leveaux
  - Mondlicht, dt. von Elisabeth Plessen und Peter Zadek, DSE: 20. April 1995, Thalia Theater Hamburg in Koproduktion mit dem Berliner Ensemble, Regie: Peter Zadek
- 1996: Ashes to Ashes, UA: 19. September 1996, Royal Court Theatre, London, Regie: Harold Pinter
  - Asche zu Asche, dt. von Michael Walter, DSE: 15. März 1997, Theater Basel, Regie: Peter Palitzsch
- 1999: Celebration, UA: 16. März 2000, Almeida Theatre, London, Regie: Harold Pinter
  - Celebration, dt. von Michael Walter, 28. März 2001, Thalia Theater Hamburg, Regie: Stephan Kimmig
- 2000: Remembrance of Things Past (Bühnenversion des Drehbuchs von Pinter nach dem Roman von Marcel Proust, bearbeitet von Pinter und Di Trevis) UA: November 2000, National Theatre, London, Regie: Di Trevis
  - Auf der Suche nach der verlorenen Zeit, dt. von Ingrid Rencher, DSE: 8. November 2003, Theater Dortmund, Regie: Hermann Schmidt-Rahmer
- 2002: Press Conference (Sketch)
  - Pressekonferenz, dt. von Michael Walter

## Prosa
- 1949 Kullus
- 1952–1956 The Dwarfs
  - Die Zwerge, dt. von Johanna und Martin Walser. Rowohlt, Reinbek bei Hamburg 1994, ISBN 3-499-13265-6.
- 1953 Latest Reports from the Stock Exchange
- 1954/55 The Black and White
- 1955 The Examination
- 1963 Tea Party
- 1975 The Coast
- 1976 Problem
- 1977 Lola
- 1995 Short Story
- 1995 Girls
- 1999 Sorry About This
- 1997 God’s District
- 2000 Tess
- 2001 Voices in the Tunnel

## Deutschsprachige Hörspiele (Auswahl)
- 1959: Der Streichholzverkäufer oder Ein leichter Schmerz (A Slight Ache) – Regie: Fritz Schröder-Jahn (Hörspielbearbeitung – NDR)
- 1960: Eine Nacht außer Haus (A Night Out) – Regie: Fränze Roloff (Original-Hörspiel – HR)
- 1962: Der Hausmeister – Regie: Martin Walser (Hörspielbearbeitung – HR)
- 1964: Die Zwerge – Regie: Fritz Schröder-Jahn (Hörspielbearbeitung – SWF)
- 1965: Heimkehr (The Homecoming) Eine Aufführung des Schloßparktheaters Berlin – Regie: Hans Schweikart (Hörspielbearbeitung – NDR)
- 1966: Ein leichter Schmerz – Regie: Fritz Zecha (Hörspielbearbeitung – ORF Steiermark)
- 1967: Abendkurs – Regie: Fritz Schröder-Jahn (Hörspielbearbeitung – SWF/WDR)
- 1967: Abendkurs – Regie: Martin Esslin (Hörspielbearbeitung – DRS/BR/ORF Salzburg)
- 1969: Landschaft – Regie: Fritz Schröder-Jahn (Hörspielbearbeitung – NDR/SDR)
- 1969: Landschaft – Regie: Nicht angegeben (Hörspielbearbeitung – ORF Kärnten)
- 1969: Landschaft – Regie: Hans Hausmann (Hörspielbearbeitung – DRS)
- 1971: Schweigen – Regie: Hans Hausmann (Hörspielbearbeitung – DRS)
- 1972: Schweigen – Regie: Klaus Gmeiner (Hörspielbearbeitung – ORF Salzburg)
- 1981: Familienstimmen – Regie: Dieter Carls (Hörspielbearbeitung – WDR/DRS)
- 1981: Familienstimmen – Regie: Ferry Bauer (Hörspielbearbeitung – ORF Oberösterreich)
- 1983: Victoria – Station – Regie: Klaus Mehrländer (Kurzhörspiel – WDR/DRS)
- 1984: Eine Art Alaska – Regie: Hans Hausmann (Hörspielbearbeitung – DRS/WDR)
- 1985: Einen für unterwegs – Regie: Hans Hausmann (Originalhörspiel – DRS/WDR)
  - Auszeichnung: Hörspiel des Monats Januar 1986
- 1985: Dr Huuswart – Regie: Hans Hausmann (Hörspielbearbeitung, Mundarthörspiel – DRS)
- 1987: Genau – Regie: Klaus Mehrländer (Hörspielbearbeitung – WDR)
- 2000: Asche zu Asche – Regie: Beate Andres (Hörspielbearbeitung – WDR)

Quellen: ARD-Hörspieldatenbank für die deutschen, Ö1-Hörspieldatenbank für die Österreichischen und die Datenbank HörDat für die schweizerProduktionen

## Auszeichnungen
- 1960: Bester Dramatiker des Jahres, gewählt von den Londoner Theaterkritikern
- 1963: Prix Italia für die Fernsehfassung von The Lovers
- 1964: New York Film Critics Circle Award für sein Drehbuch zum Spielfilm Der Diener
- 1964: Writers’ Guild of Great Britain Award für sein Drehbuch zum Spielfilm Der Diener
- 1965: British Academy Film Award, Bestes britisches Drehbuch, für sein Drehbuch zum Spielfilm Schlafzimmerstreit
- 1966: Commander of the Order of the British Empire
- 1967: Tony Award für sein Drehbuch zum Theaterstück The Homecoming
- 1968: „Merit Scroll“ der Writers’ Guild of Great Britain für sein Drehbuch zum Spielfilm Accident
- 1970: Shakespeare-Preis der Alfred Toepfer Stiftung F. V. S.
- 1972: Stella Award der britischen Society of Film and Television Arts Awards für sein Drehbuch zum Spielfilm Der Mittler
- 1972: Writers’ Guild of Great Britain Award für sein Drehbuch zum Spielfilm Der Mittler
- 1973: Österreichischer Staatspreis für Europäische Literatur
- 1980: Pirandello-Preis
- 1982: David di Donatello für sein Drehbuch zum Spielfilm Die Geliebte des französischen Leutnants
- 1992: Order of Merit, Chile
- 1995: David Cohen Prize
- 1996: Laurence-Olivier-Spezialpreis für das Gesamtwerk
- 1997: Molière d’Honneur
- 1997: Sunday Times Award for Literary Excellence
- 2000: Critics’ Circle Award
- 2001: Premio Fiesole ai Maestri del Cinema, Italien
- 2001: World Leaders Award, Toronto
- 2001: Hermann-Kesten-Medaille
- 2002: Aufnahme in den Orden der „Companions of Honour“
- 2004: Diploma „ad Honorem“, Teatro Filodrammatici, Mailand
- 2004: Evening Standard Theatre Awards – Spezialpreis
- 2005: Lyrik-Preis der Wilfred Owen Society
- 2005: Franz-Kafka-Preis
- 2005: Premio Europa per il Teatro
- 2005: Nobelpreis für Literatur
- 2006: Europäischer Theaterpreis
- 2007: Ernennung zum Ritter der französischen Ehrenlegion